# PKP Intercity

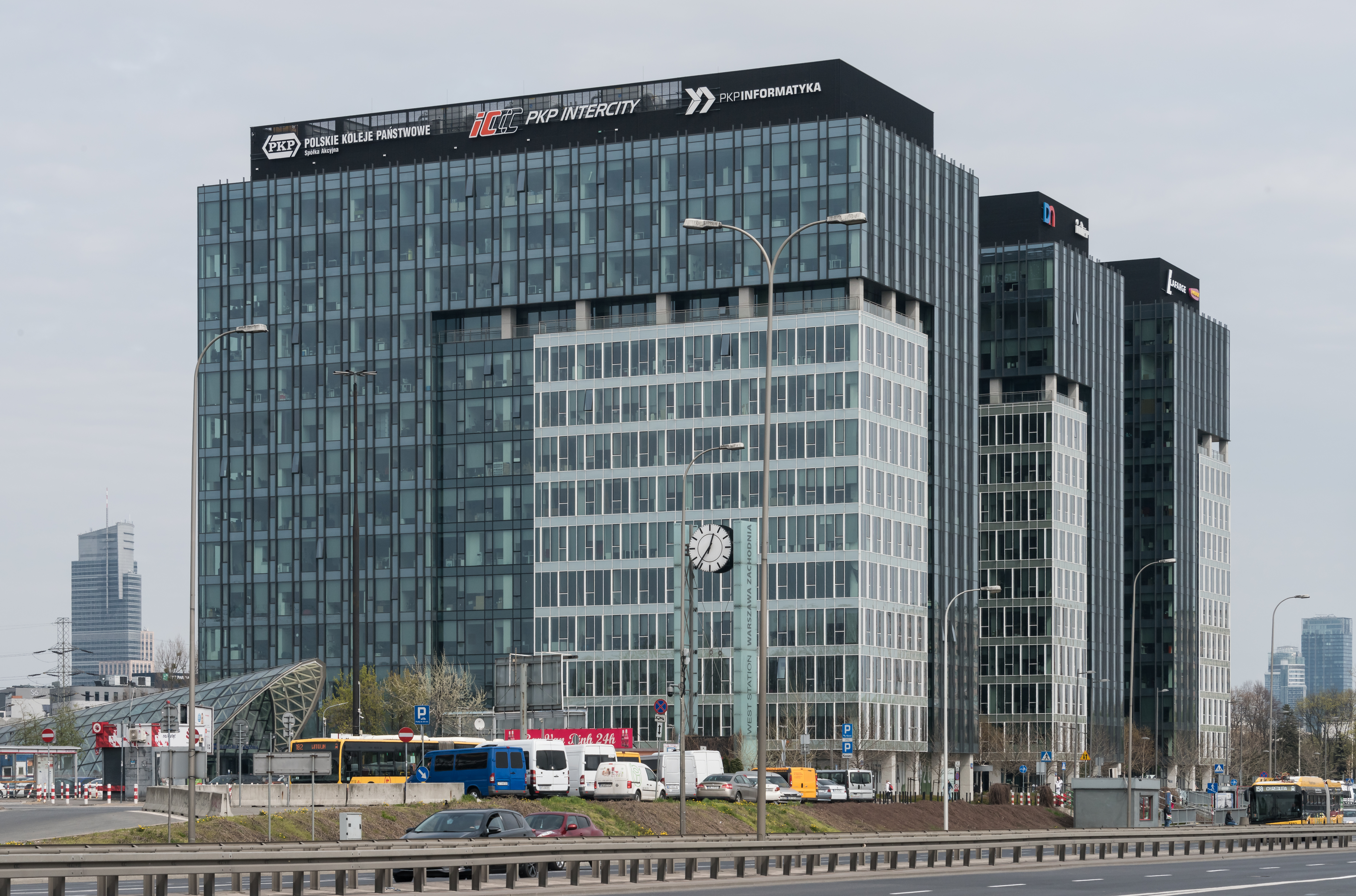
Sitz in Warschau

PKP Intercity (PKPIC) ist ein polnisches, auf den Personenfernverkehr spezialisiertes Verkehrsunternehmen mit Sitz in Warschau. Das Unternehmen bietet in Form von Twoje Linie Kolejowe und InterCity preisgünstige Schnellzüge sowie hochwertigen Fernverkehr (Express InterCity, EuroCity und Express InterCity Premium) an. Auch Schlaf- und Liegewagen finden sich im Produktportfolio wieder.
Im Jahr 2014 beförderte PKP IC neun Prozent des Gesamtpassagieraufkommens in Polen und belegte somit den dritten Platz unter den Eisenbahngesellschaften; der Personenkilometeranteil war mit 39 % am größten.

## Geschichte
PKP Intercity wurde 2001 als eine Tochtergesellschaft der PKP gegründet. Eine 50-jährige Konzession ermöglichte es den woiwodschafts- und länderübergreifenden Personenverkehr am 1. September 2001 aufzunehmen. Die Tochtergesellschaft beschäftigte in ihrer Anfangszeit ungefähr 1500 Mitarbeiter. Am 28. April 2005 wurde die mehrheitliche Beteiligung am Schlaf- und Speisewagenbetreiber WARS übernommen.
Im Zuge einer Reform wurde PKP Intercity Anfang 2008 zu einer Aktiengesellschaft. Zudem erbte das Unternehmen im Dezember 2008 die Fernverkehrssparte der zerschlagenen PKP Przewozy Regionalne. Die Aktiengesellschaft erhielt einen Teil des Wagenparks und übernahm 4070 Mitarbeiter sowie 1850 weitere vom Logistikunternehmen PKP Cargo. Daraus ergab sich ein Anstieg der Beförderungsleistung an Passagieren von 14,7 Mio. (2008) auf 51,7 Mio. (2009). Seit der Reform war ein systematischer Passagierrückgang bis einschließlich 2014 zu beobachten, wohingegen die vorherigen vier Jahre eine steigende Tendenz aufwiesen. Mit dem Jahr 2015 verzeichnet PKP IC wieder einen Zuwachs. Nach der Übernahme rutschte das Unternehmen in die roten Zahlen.
Durch enorme Zugverspätungen während des starken Winters im Dezember 2010 kam das Unternehmen in die Kritik. Daraus ergaben sich mit der Entlassung von Verkehrsvizeminister Juliusz Engelhardt, dem Geschäftsführer der PKP-Gruppe Andrzej Wach und dem damaligen Vorsitzenden von PKP Intercity Grzegorz Mędza ebenfalls personelle Konsequenzen. Am 21. Februar 2011 wurde eine Vereinbarung mit dem Infrastrukturministerium getroffen, die eine Subventionierung des nationalen Verkehrs für die nächsten zehn Jahren vorsieht. En détail soll der Staat für 299 Mio. Personenkilometer 4,5 Mrd. Złoty bezahlen.

Quellen:

Quellen:

Seit dem Entstehen ist PKP Intercity neuen Konkurrenzprodukten ausgesetzt. So steht im Low Cost Preissegment der Interregio von Przewozy Regionalne in direkter Konkurrenz zum TLK. Durch den Ausbau des Autobahn- und Schnellstraßennetzes verstärkte sich außerdem die Rivalität mit Fernbusunternehmen, wie Polski Bus. All dies bewegte das Unternehmen dazu, sein stark degressives Preissystem zu verändern.

## Personenfernverkehr

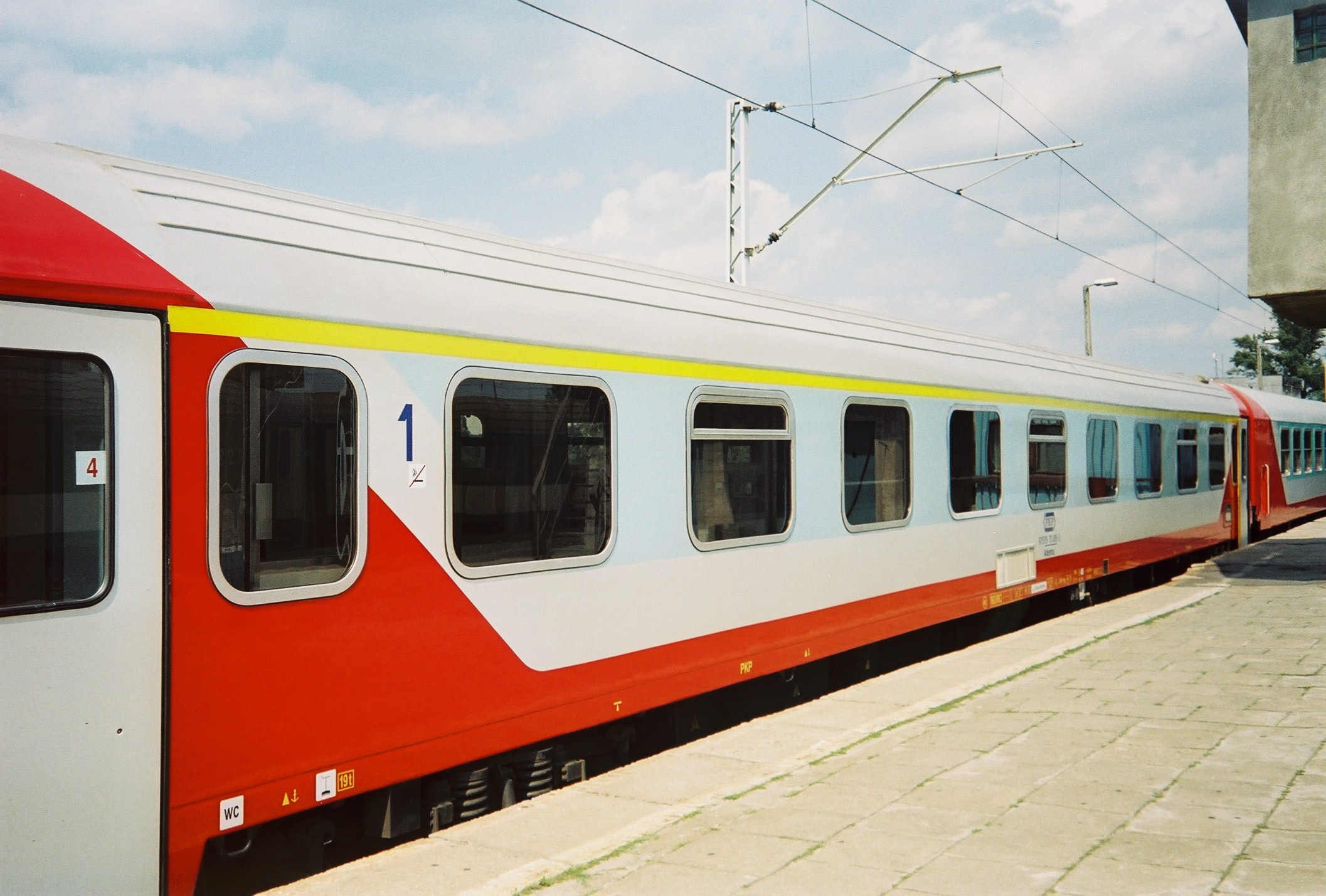
InterCity Krakus (2002)

In der Anfangsphase betrieb das Unternehmen die Zugkategorien Express, InterCity, EuroCity und EuroNight. 2002 kam die Nachtzugmarke Nocny Express hinzu. Zwei Jahre später folgte InterRegion für die Schnellzüge. Am 4. April 2005 wurden beide Kategorien unter dem Namen Tanie Linie Kolejowe (TLK) zusammengefasst. Mit Reservierungspflicht und besserem Wagenmaterial sollte sich ein Konkurrenzprodukt zu den Zügen von Przewozy Regionalne etablieren. Im gleichen Jahr entstand der Express InterCity aus dem Zusammenschluss von Express und InterCity. Im Dezember 2014 kamen die Kategorien Express InterCity Premium und InterCity hinzu.

Züge EICP, EIC und EC/EN
im Fahrplan 2014–15

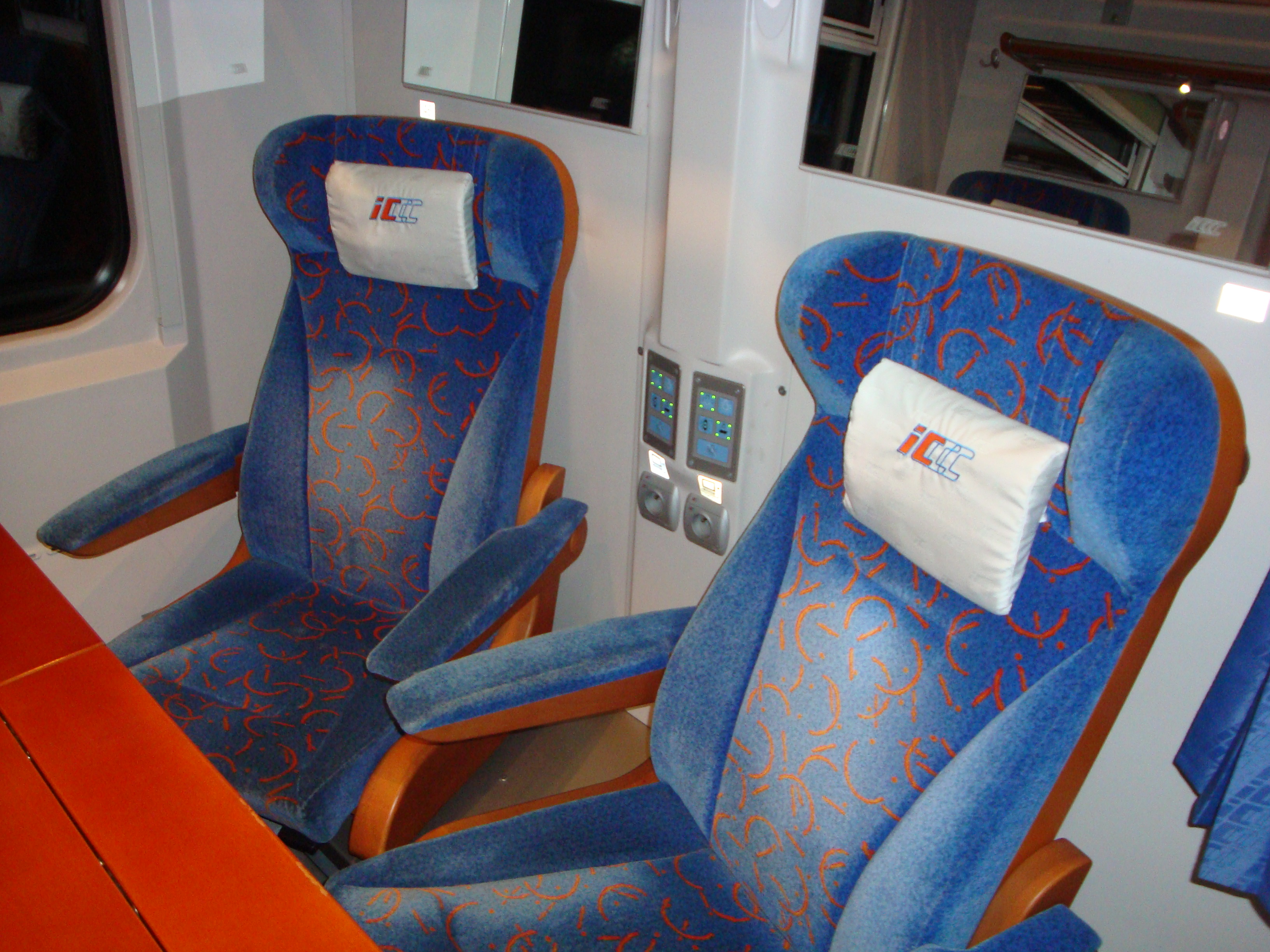
Businessabteil im EIC

### Express InterCity Premium
Die Marke Express InterCity Premium gibt es seit dem 14. Dezember 2014. Sie wird ausschließlich durch Hochgeschwindigkeitszüge der Baureihe ED250 bedient; diese verbinden mit Warschau, Gdingen, Danzig, Kattowitz, Krakau und Breslau die wichtigsten Städte.
Die Züge sind klimatisiert, ermöglichen eine Beförderung von Fahrrädern und besitzen einen Bistrobereich. Fahrgäste kommen in Genuss von kostenlosen Kleinigkeiten. Zukünftig soll Internet angeboten werden. Im Gegensatz zu den anderen Zuggattungen ist ein Fahrkartenvertrieb im Zug nicht vorgesehen.

### Express InterCity
Der Express InterCity wird aus dem neuesten Wagenmaterial zusammengesetzt und verkehrt unter einer Reisehöchstgeschwindigkeit von bis zu 160 km/h. In allen Express InterCity-Zügen befindet sich planmäßig ein von WARS bedienter Speise- oder Barwagen. Reisende können darüber hinaus kostenloses WLAN nutzen. In einigen Zügen befinden sich außerdem sogenannte Businessabteile, welche für die Beförderung von Rollstuhlfahrern und Fahrrädern ausgelegt sind. Ebenfalls verkehren kindgerechte Reisezugwagen mit Spielzeugen.

### InterCity
Die Marke InterCity kam mit dem Fahrplanwechsel 2014/15 und umfasst neues beziehungsweise modernisiertes Wagenmaterial, das von der Europäischen Union teilweise finanziert wurde. Vorgesehene Einsatzstrecken sind Przemyśl – Stettin und Breslau – Gdingen. Die Züge sind mit ergonomischen Sitzen, Klimatisierung und Telefonsignalverstärker ausgestattet und führen ausschließlich Bistrowagen. Die Preislage ist dabei identisch mit den TLK-Zügen.
Seit Ende 2015 wurde das Angebot durch je 20 Elektrotriebwagen der Baureihen ED160 und ED161 ergänzt.
Diese Zugkategorie wird im Gegensatz zu EIC und EIP nicht eigenfinanziert, sondern durch Bestellungen vom Infrastrukturministerium bezuschusst.

### Twoje Linie Kolejowe

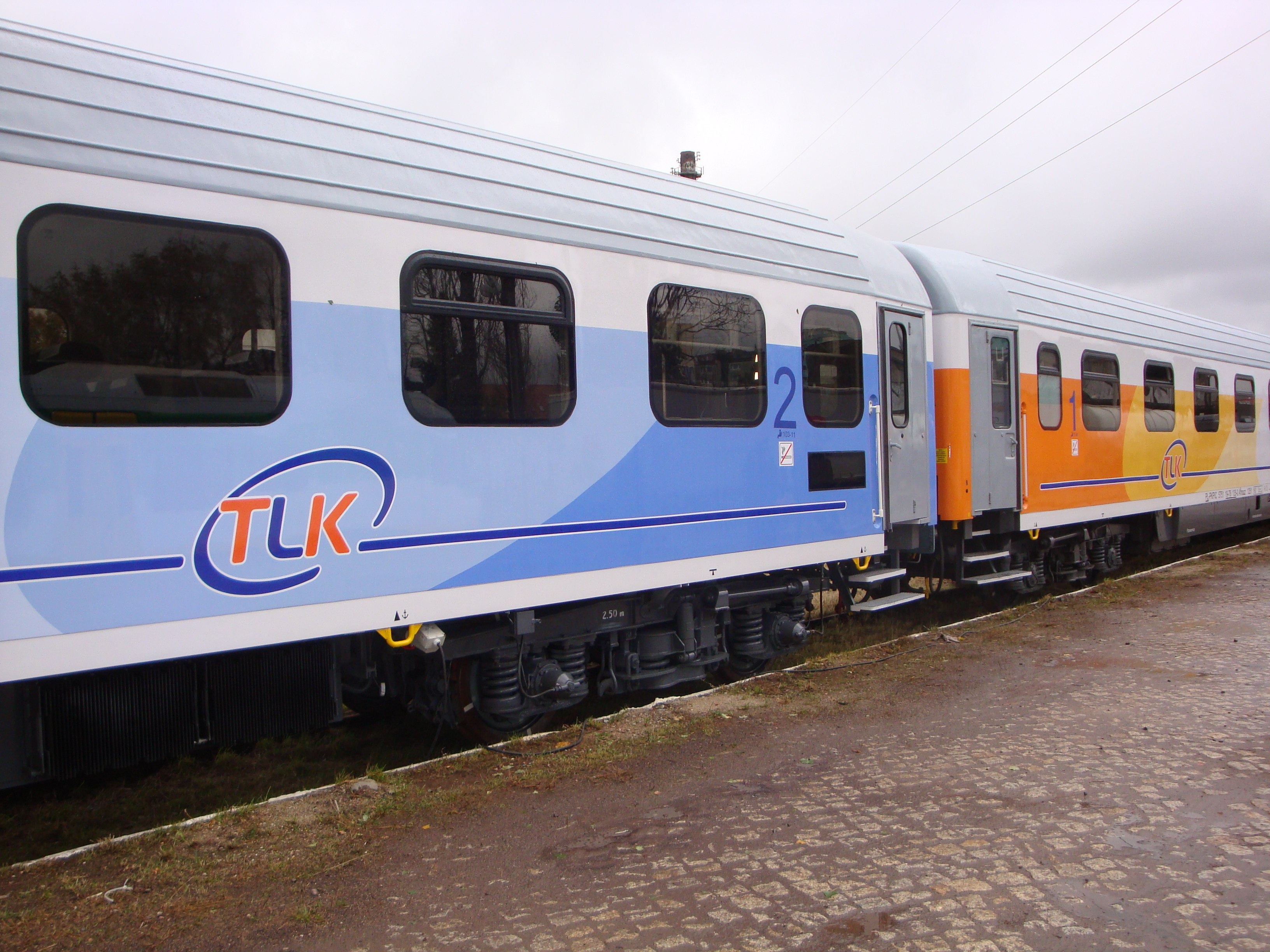
Wagen der Gattung TLK (2009)

Die Zugkategorie TLK ist qualitativ die niedrigste, welche von PKP Intercity betrieben wird. Folglich ist das Preisniveau unter den Zuggattungen EIP/EIC angesiedelt. Der Fahrplan 2014/15 sah 266 Züge dieser Marke vor, die ungefähr 350 Bahnstationen bedienten. Seit Dezember 2014 wird anstatt Bar- und Speisewagen nur ein sogenannter „Snack-Caddy“ mitgeführt.
Erstmals im April 2005 gegründet, wurden anfangs mit Tanie Linie Kolejowe (deutsch Billige Bahnstrecken) zwölf tägliche Verbindungen betrieben. Ende 2009 stieg nach der Übernahme aller Schnellzüge die Anzahl von 24 auf 377. Am 1. Januar 2011 folgte die Umbenennung in Twoje Linie Kolejowe (deutsch Deine Bahnstrecken).
Langfristig soll diese Marke komplett durch die Gattung Intercity ersetzt werden.
Auch diese Züge werden vom Infrastrukturministerium subventioniert.

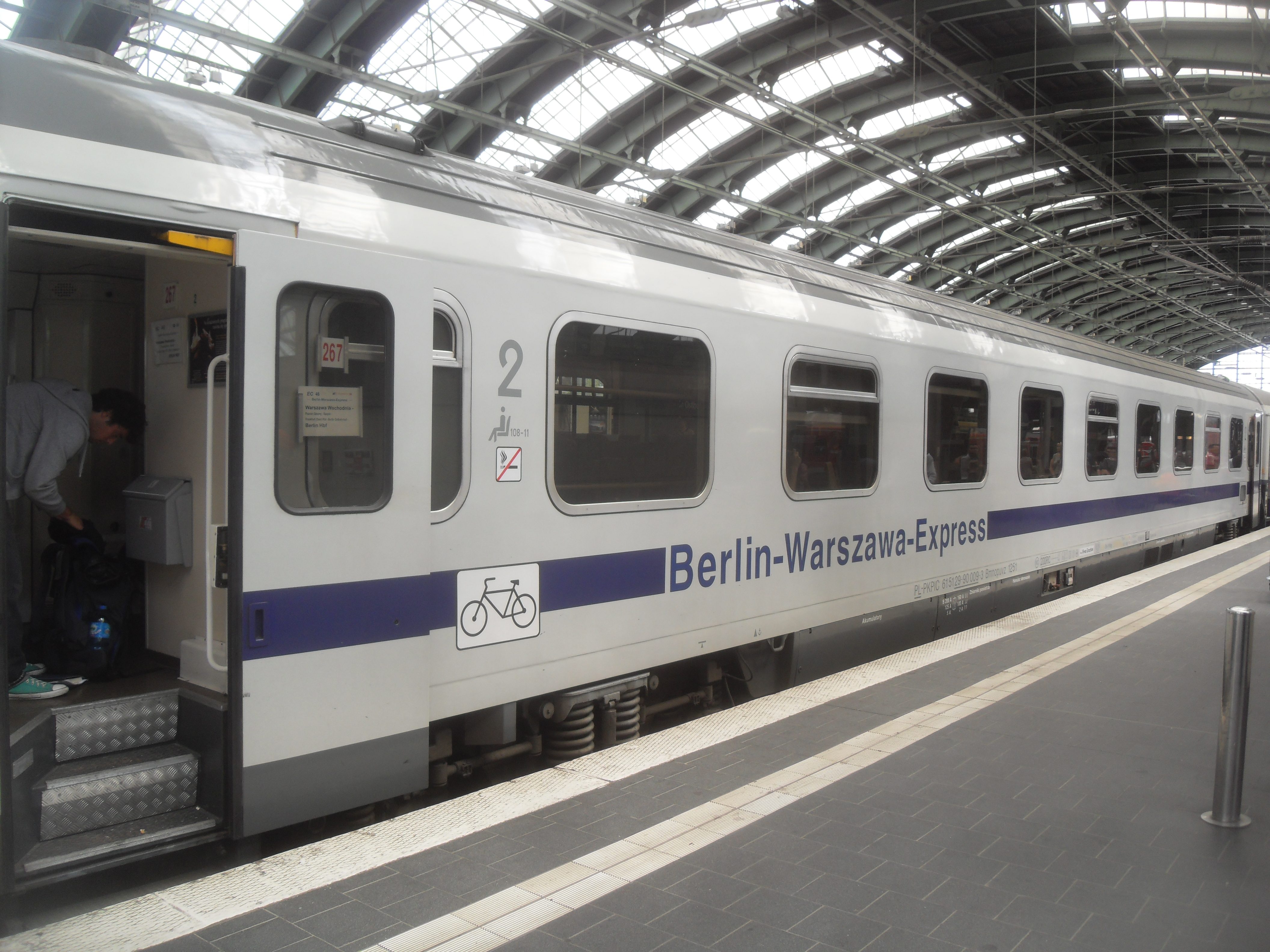
Berlin-Warszawa-Express

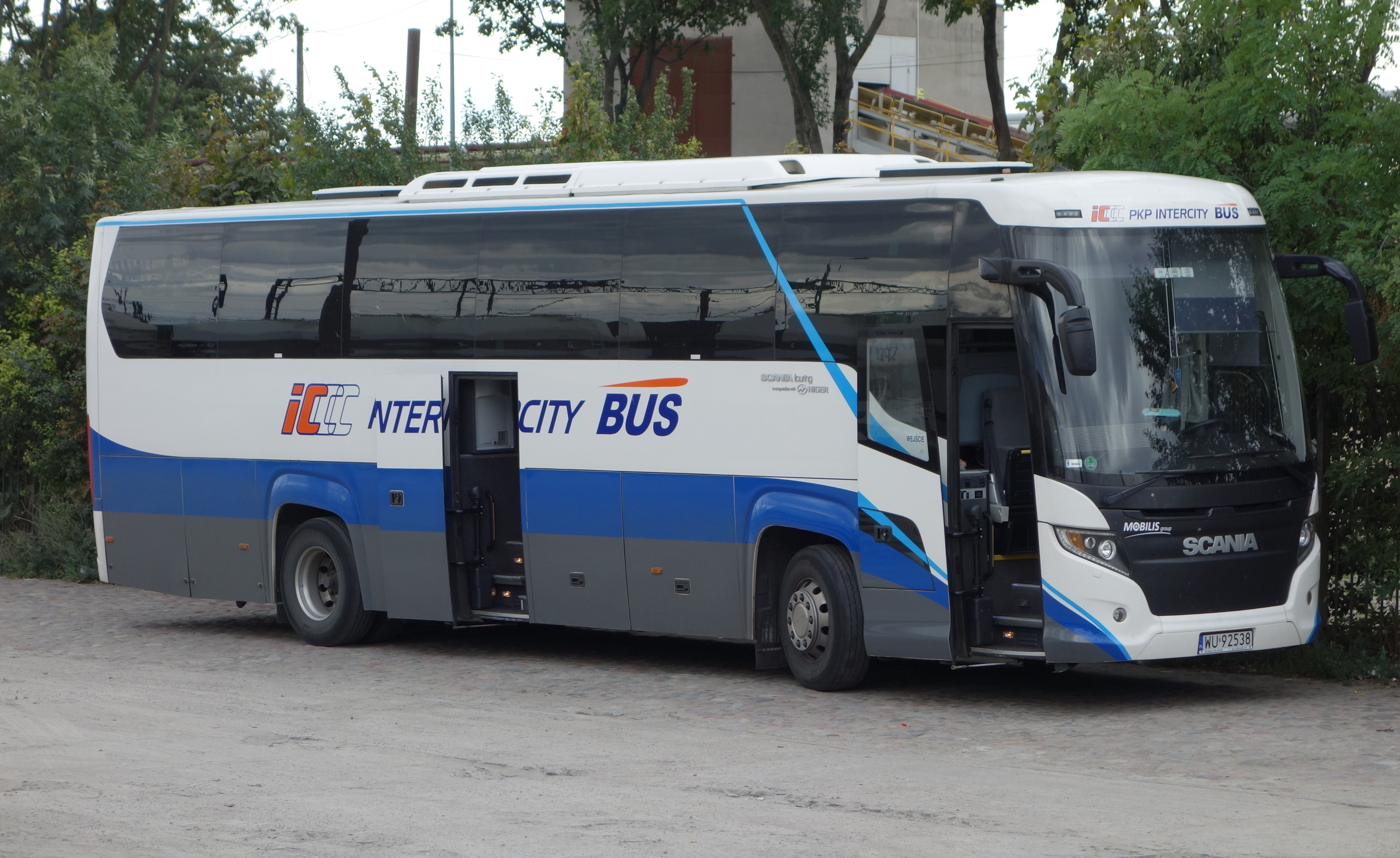
Intercity Bus

### Internationale Verbindungen
Das Unternehmen betreibt mit EuroCity und EuroNight sowie grenzüberschreitenden Schnellzügen auch internationale Zugverbindungen.
Die EuroCity-Züge entsprechen dem Standard des Express InterCity.

### Intercity Bus
PKP Intercity bietet auch ein Netz aus Busverbindungen unter der Marke Intercity Bus an. Sie kommen bei Streckenmodernisierungsarbeiten als Personenersatzverkehr zum Einsatz, oder ergänzen das Angebot zu Touristengebiete. Ende 2014 wurde der ganze Zugverkehr zwischen Warschau und Białystok aufgrund von grundlegenden Sanierungsarbeiten mit den Busverbindungen kompensiert.

## Wagenpark

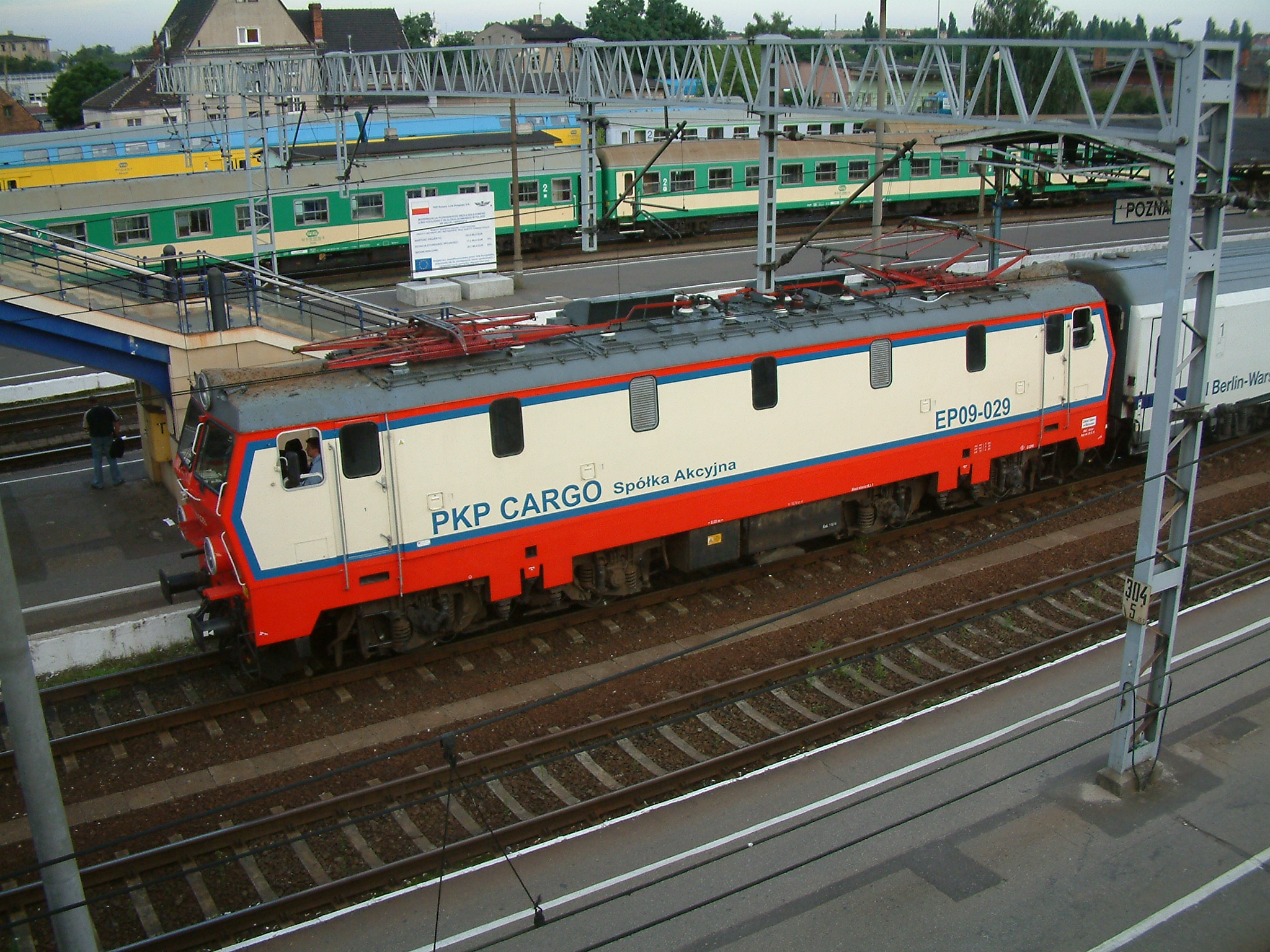
EP09 von PKP Cargo mit Wagen der PKP Intercity

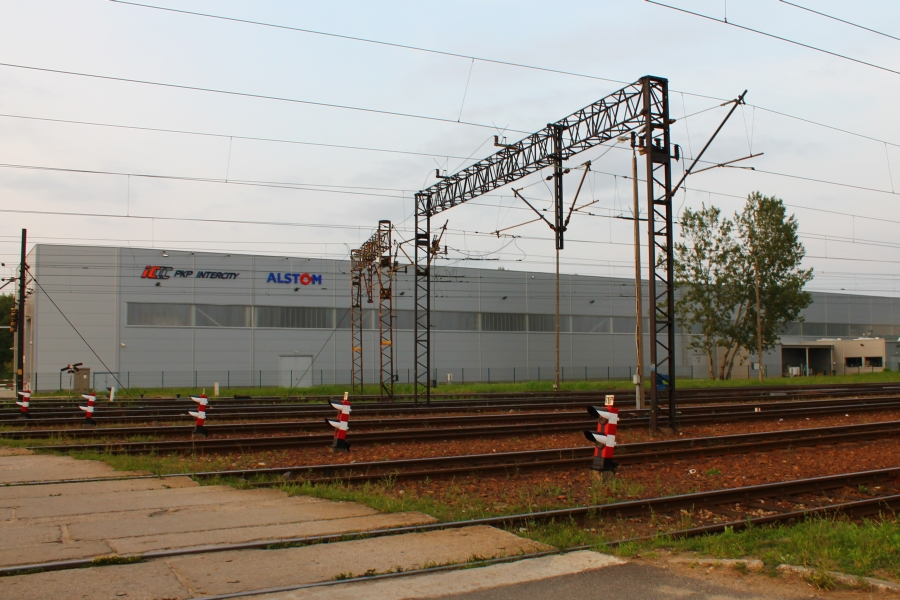
Werkstatthalle für den Pendolino

Nach der Neugründung von PKP Intercity wurden ihr 1300 Reisezugwagen durch die Muttergesellschaft bereitgestellt. Diese umfassen Reisezugwagen (UIC-X und UIC-Z) sowie Gepäck-, Speise-, Liege- und Schlafwagen. Letztere gingen in vollem Umfang an PKP Intercity über. Da PKP Intercity zu diesem Zeitpunkt keine Lokomotiven oder Triebwagen besaß wurden diese je nach Bedarf von PKP Cargo ausgeliehen. Im weiteren Verlauf erweiterte die Gesellschaft sukzessive ihren Wagenpark. Zwischen 2001 und 2003 kamen 17 fabrikneue Reisezugwagen des Typs 154Aa und sieben Wagen des Typs 152Aa hinzu.
Neu angeschafftes Wagenmaterial ermöglichte es den internationalen Zug Jan Kiepura wieder als EuroNight zu kategorisieren. Die Höchstgeschwindigkeit auf deutschem Gebiet konnte dadurch auf 200 km/h angehoben werden. PKP kaufte dazu zehn Schlafwagen vom Typ 305Ad. und ließ vier Reisezugwagen von 152A auf 152Az (sleeperette) umbauen.
2008 wurde ein Teil der Lokomotiven von der Güterverkehrssparte PKP Cargo übernommen. Am 8. April 2008 schloss PKP Intercity einen Vertrag mit H. Cegielski – Poznań über die Lieferung von 17 Reisezugwagen (HCP Z1) für die Verkehre der Zugkategorien EIC und EC ab. Wegen Verspätungen wurde der Lieferumfang auf 14 Stück reduziert. Im selben Jahr folgte ein Auftrag an Siemens Mobility über die Lieferung von zehn Mehrsystemlokomotiven der Baureihe Siemens ES64U4, welche die Baureihenbezeichnung EU44 Husarz erhielten.
Zusammen mit der Übernahme der Schnellzugverkehre am 1. Dezember 2008 kam PKP Intercity in Besitz von Lokomotiven der Baureihen EU07, EP07, SU45, Elektrotriebwagen vom Typ ED74 Bydgostia und 1830 Personenwagen.
Nach dem Beitritt Polens in die Europäische Union bot sich im Rahmen von Strukturfonds die Möglichkeit zur Teilfinanzierung von Neuanschaffungen. Für den Zeitraum von 2009 bis 2012 plante man den Kauf von 20 Hochgeschwindigkeitszügen, 36 Triebwagen mit einer Höchstgeschwindigkeit von 160 km/h und ein 360 Reisezugwagen umfassendes Modernisierungsprogramm.
Am 30. Mai 2011 unterschrieb PKP Intercity mit der Firma Alstom einen Vertrag über die Lieferung von 20 siebenteiligen Hochgeschwindigkeitszügen der Baureihe ED250. Der Auftrag sah ebenfalls den Bau einer Instandhaltungshalle in Warschau vor. Alstom verpflichtete sich zur regelmäßigen Wartung dieser Züge über einen Zeitraum von 17 Jahren. Die Gesamtkosten beliefen sich auf 2.110 Mio. Złoty, wovon 317 und 28 Mio. Złoty durch den Strukturfonds POIiŚ getragen wurden. Einen fünfzigprozentigen Zuschuss lehnte die Europäische Kommission ab. Die für den Pendolino übliche Neigetechnik wurde nicht bestellt, obwohl die Bahnstrecke zwischen Danzig und Warschau dafür ausgelegt ist. Als Begründung gab das Unternehmen einen zu geringen Fahrzeitgewinn in Betracht der Mehrkosten an.
2011 führte die Firma ZNTK Oleśnica im Auftrag der PKP Intercity eine komplexe Modernisierung der Lokomotive EU07 durch. Durch asynchrone Motoren konnte die Höchstgeschwindigkeit von 125 km/h auf 160 km/h angehoben werden. Der gleiche Hersteller bekam im Juni 2013 den Auftrag zwei weitere EU07-Lokomotiven auf die Plattform EU07A umzubauen.
Am 23. Juli 2012 unterschrieb man einen Vertrag über die Modernisierung von 68 Reisezugwagen, die für die Strecke Przemyśl – Wrocław – Szczecin vorgesehen sind. Folgende Unternehmen gewannen Teillose: H. Cegielski – Poznań (20 Wagen), ein Konsortium bestehend aus Pesa und ZNTK „Mińsk Mazowiecki“ (38 Wagen) sowie Newag (10 Wagen). Pesa und ZNTK „Mińsk Mazowiecki“ erhielten im August des gleichen Jahres den Auftrag zur Modernisierung von 115 weiteren Reisezugwagen, welcher einen Monat später noch einmal um 35 erweitert wurde. Insgesamt wurden 218 Reisezugwagen zur Modernisierung in Auftrag gegeben. Der Gesamtwert beträgt 594 Mio. Złoty und beinhaltet des Weiteren zehn Fahrzeuge zur Instandhaltung. Davon werden 320 Mio. Złoty von der EU getragen.
Am 18. Oktober 2012 bestellte PKP Intercity von H. Cegielski – Poznań 25 fabrikneuen Wagen des Typs Z1 für den Verkehr zwischen Wrocław und Gdynia. Die Auftragswert beträgt 164 Mio. Złoty, wovon 84 Mio. Złoty von einem Fond der Europäischen Union teilfinanziert wird.
Im September 2013 gab PKP Intercity der Firma Newag in Auftrag, 20 Diesellokomotiven der Baureihe SM42 zu modernisieren. Sie sind für Verkehre auf nichtelektrifizierten Bahnstrecken sowie für Rangierfahrten vorgesehen. Der gesamte Auftragswert beträgt 77 Mio. Złoty. Davon trägt die EU 44 Mio. Złoty.
Der Verkehrsbetrieb unterzeichnete am 18. November 2013 einen Vertrag über die Lieferung von 20 achtteiligen Triebwagen des Typs ED160 FLIRT 3 durch das Konsortium aus Stadler Rail und Newag. Am 23. Mai 2014 wurde mit Pesa die Lieferung von 20 achtteiligen Elektrotriebwagen der Baureihe ED161 Dart vereinbart. Das Auftragsvolumen beläuft sich auf je 1.157 Mio. Złoty (davon 658 Mio. durch die EU getragen) und 1.009 Mio. Złoty (davon 574 Mio. durch die EU getragen).
Im Dezember 2013 wurde ein Durchschnittsalter elektrischer Fahrzeugen auf 30 Jahre und nicht elektrischer Fahrzeugen auf 28 Jahre taxiert.
Im Juli 2014 wurde ein Auftrag an Pesa über die Lieferung von zehn neuen Diesellokomotiven der Baureihe 111dB Gama (SU160) vergeben. Der Auftragswert beträgt 166 Mio. Złoty, wovon die Europäische Union 94 Mio. Złoty teilfinanziert.
Am 16. Januar 2015 bestellte PKP Intercity bei der Firma Corail fünf Spezialfahrzeuge, die im Stande sind sowohl auf Gleisen, als auch auf der Straße zu fahren.
Am 15. Mai 2015 wurde mit H. Cegielski – Poznań die Lieferung von 20 fabrikneuen Reisezugwagen des Typs Z1 vereinbart. Sie sind für die Zugkategorie EIC bestimmt und kosten 148 Mio. Złoty. Der EU-Fördertopf POIiŚ übernimmt davon 60 Mio. Złoty.

### Auflistung

#### Elektrolokomotiven
| Baureihe    | Anzahl | Höchst- geschwindigkeit | Hersteller    | modernisiert von   | Beleg         |
| ----------- | ------ | ----------------------- | ------------- | ------------------ | ------------- |
| EU07        | 86     | 125 km/h                | Pafawag / HCP |                    | [ 74 ]        |
| EU07A       | 3      | 160 km/h                | HCP           | ZNTK Oleśnica      | [ 75 ]        |
| EP07        | 150    | 125 km/h                | Pafawag / HCP | ZNTK               | [ 74 ]        |
| EP08        | 9      | 140 km/h                | Pafawag       |                    | [ 74 ]        |
| EP09        | 46     | 160 km/h                | Pafawag       | ZNLE/Newag Gliwice | [ 74 ] [ 75 ] |
| EU44 Husarz | 10     | 230 km/h                | Siemens       |                    | [ 74 ]        |

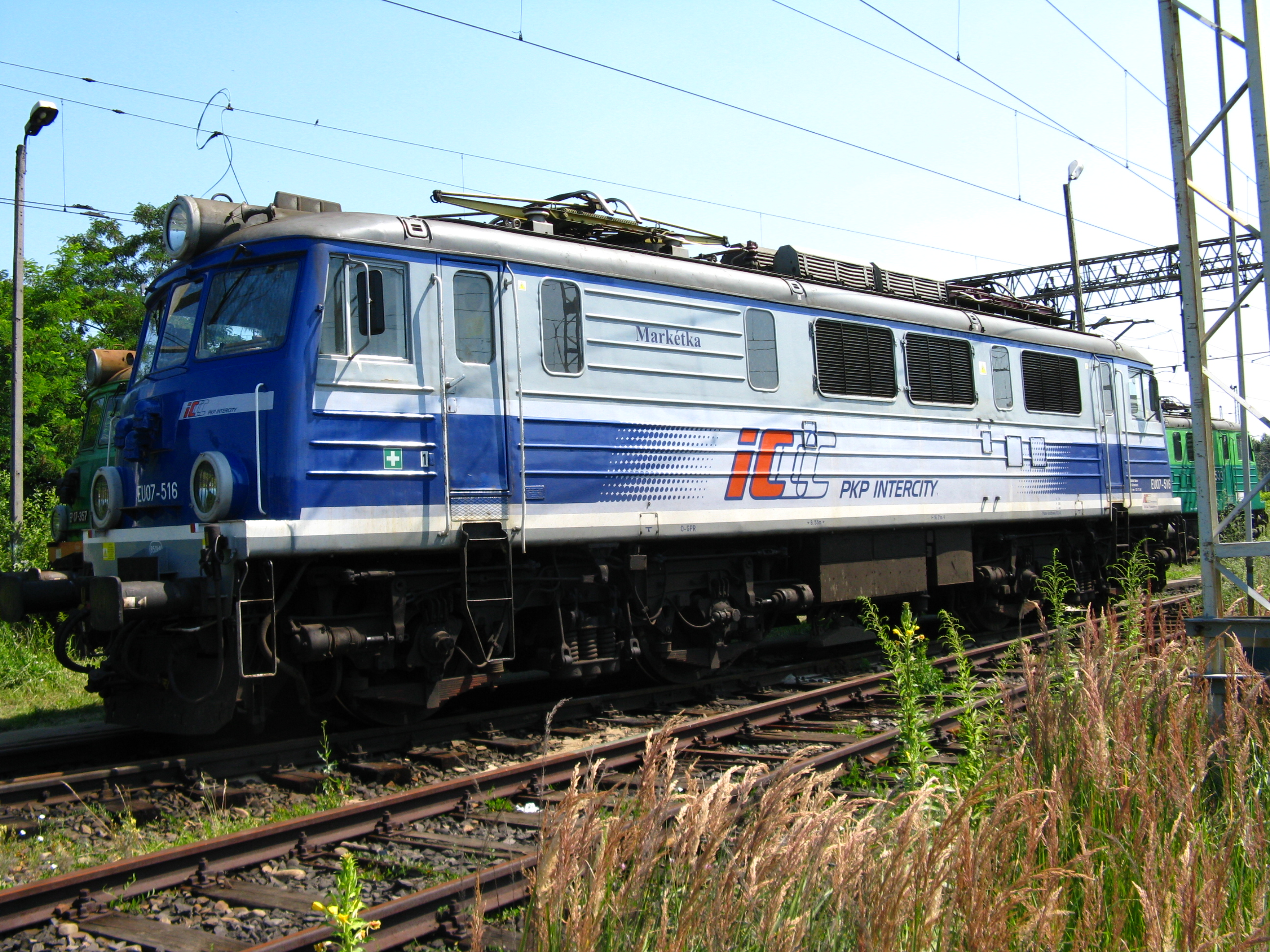
EU07
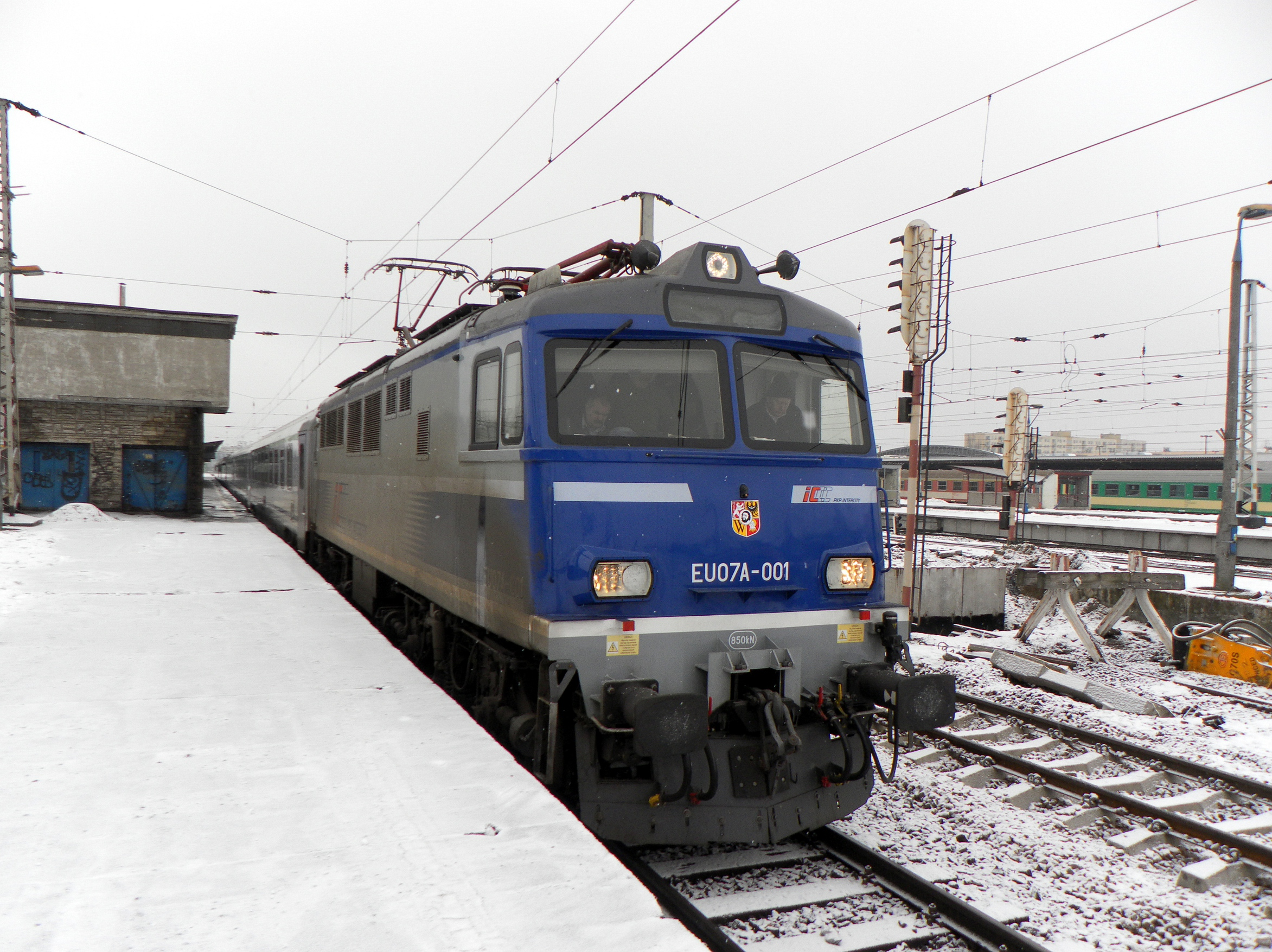
EU07A
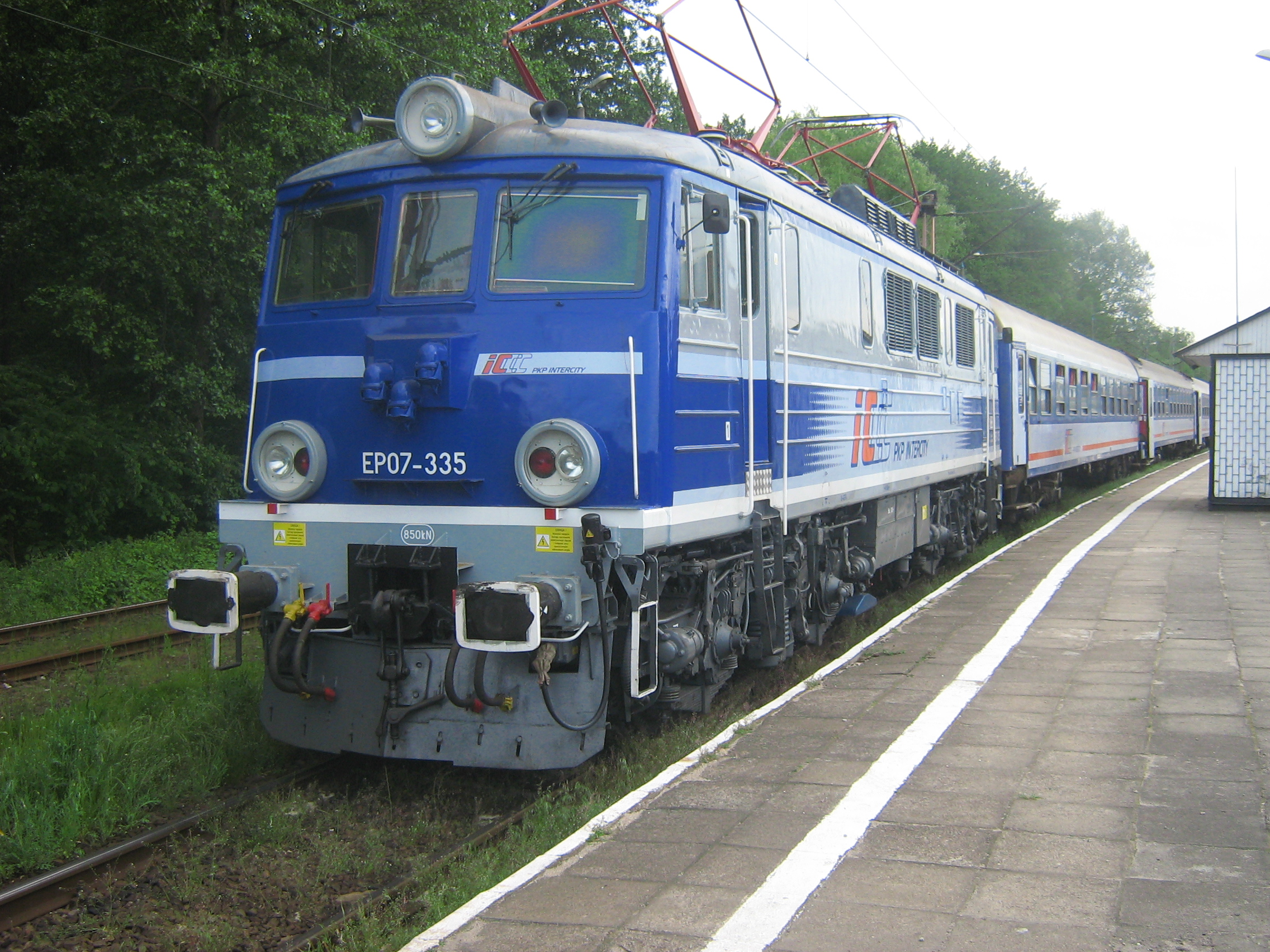
EP07
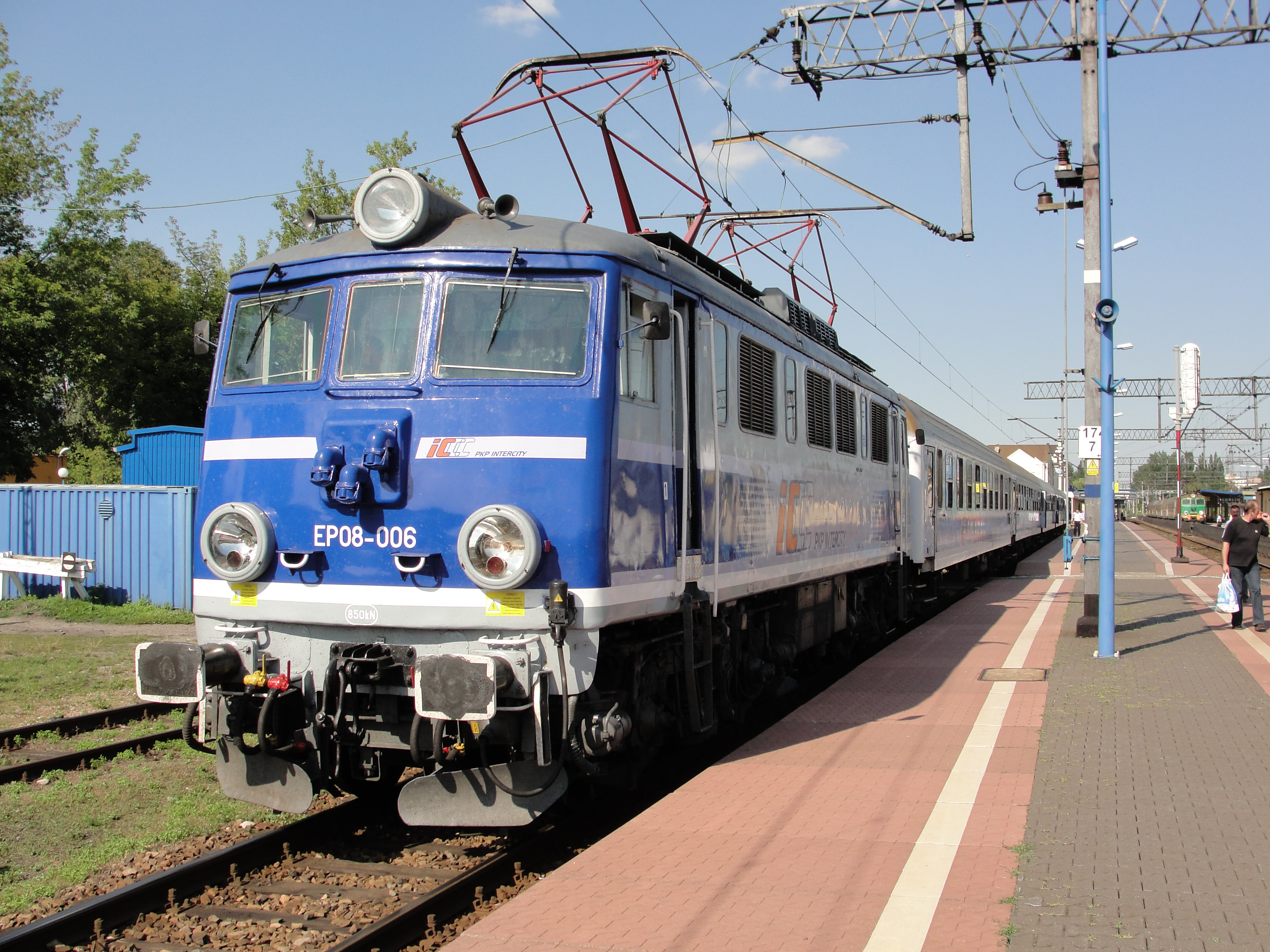
EP08
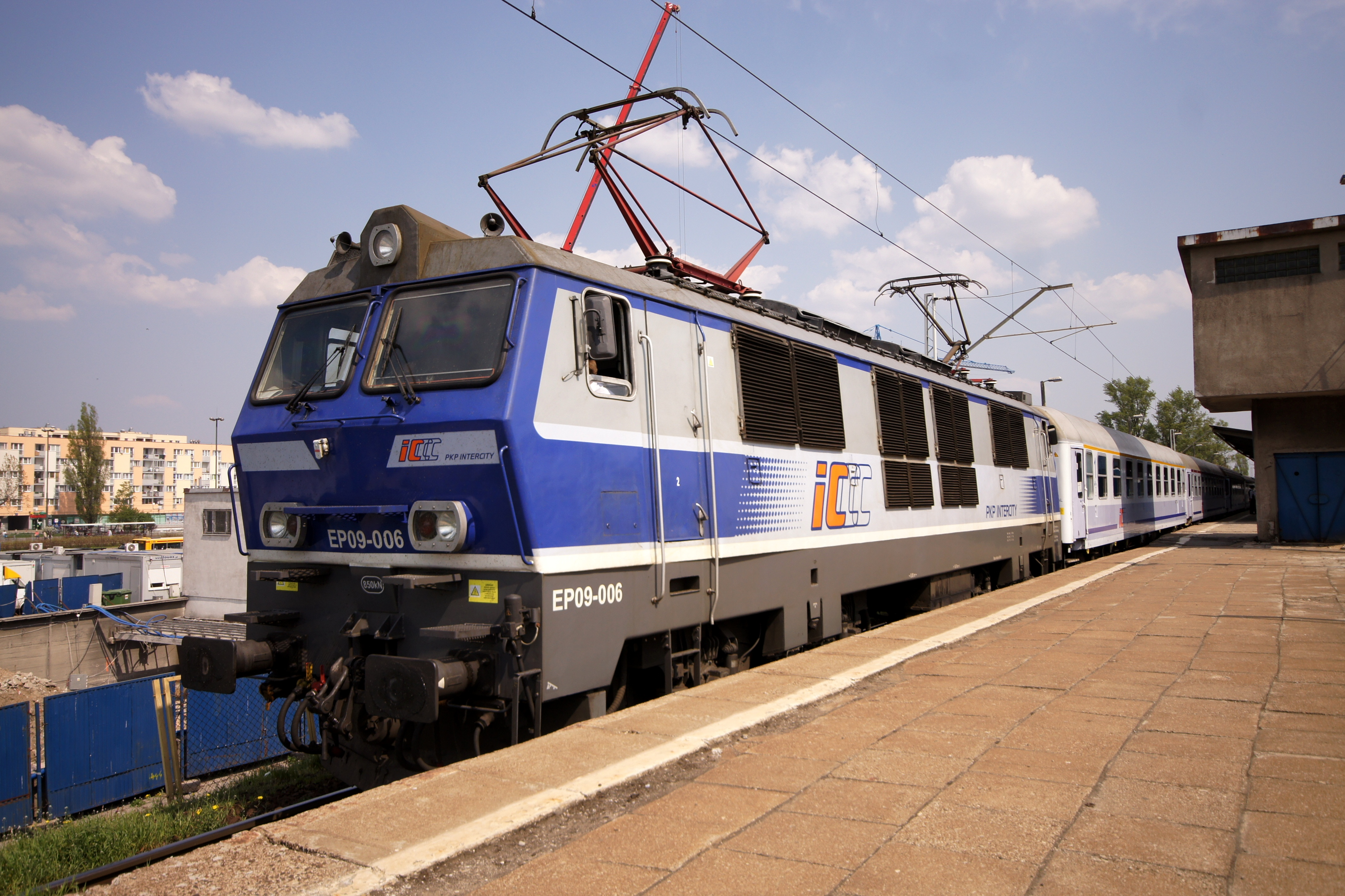
EP09
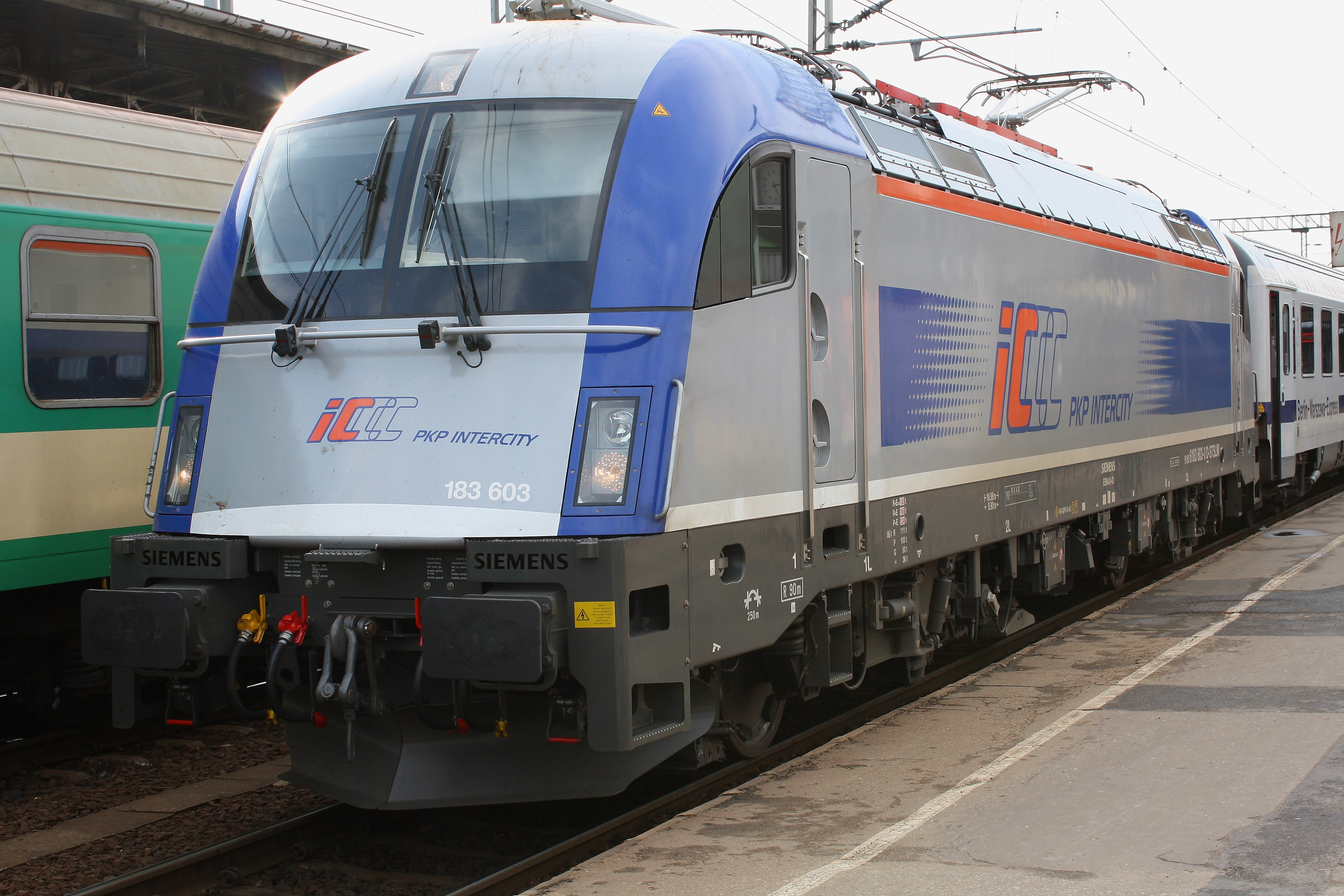
EU44 Husarz

#### Diesellokomotiven
| Baureihe | Typ        | Anzahl | Höchst- geschwindigkeit | Hersteller | modernisiert von | Beleg                |
| -------- | ---------- | ------ | ----------------------- | ---------- | ---------------- | -------------------- |
| SM42     | 6D         | 30     | 90 km/h                 | Fablok     |                  | [ 74 ] [ 76 ]        |
| SM42     | 18D        | 10     | 90 km/h                 | Fablok     | Newag            | [ 77 ] [ 78 ] [ 79 ] |
| SU42     | 6Dl        | 10     | 90 km/h                 | Fablok     | Newag            | [ 80 ] [ 79 ]        |
| SU160    | 111Db Gama | 10     | 140 km/h                | Pesa       |                  | [ 81 ]               |

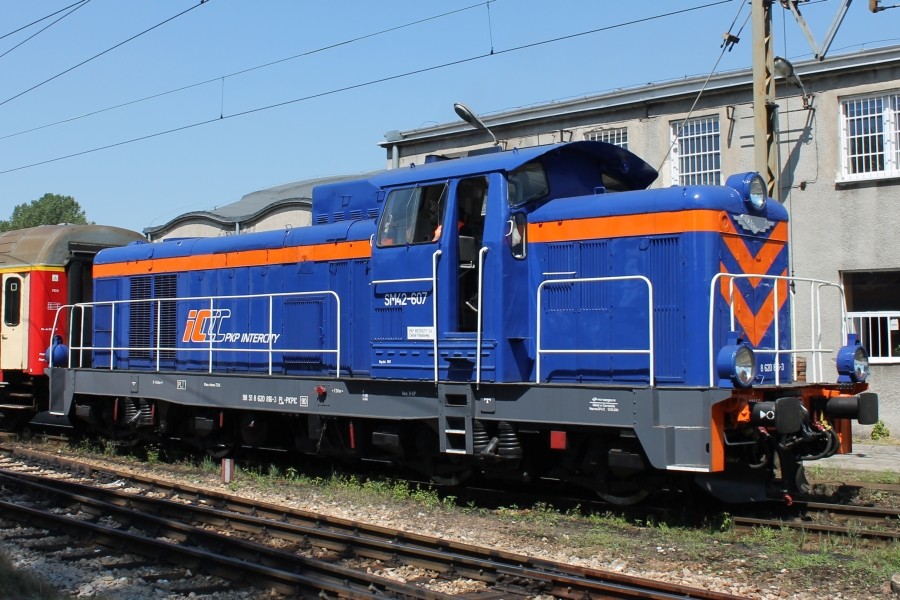
SM42 (Typ 6D)
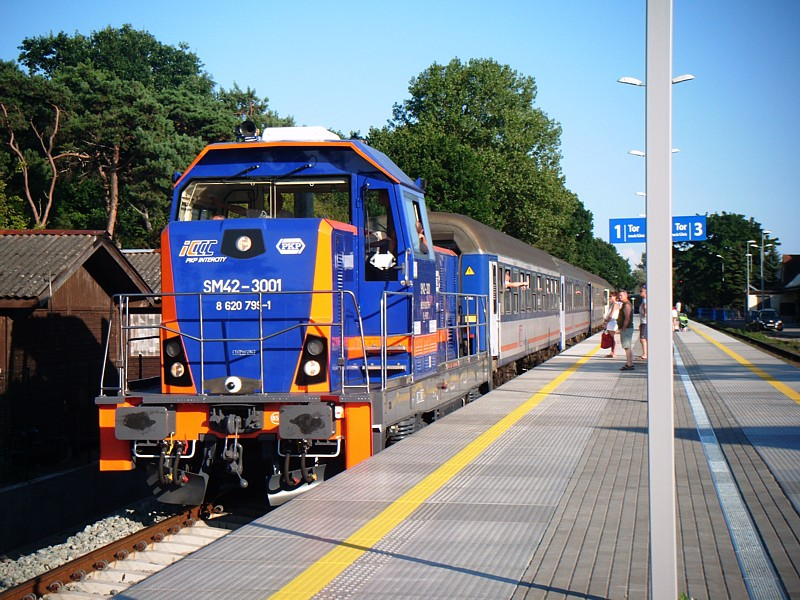
SM42 (Typ 18D)
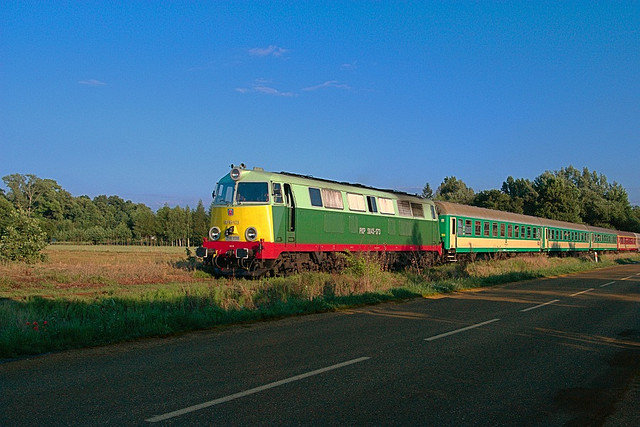
SU45
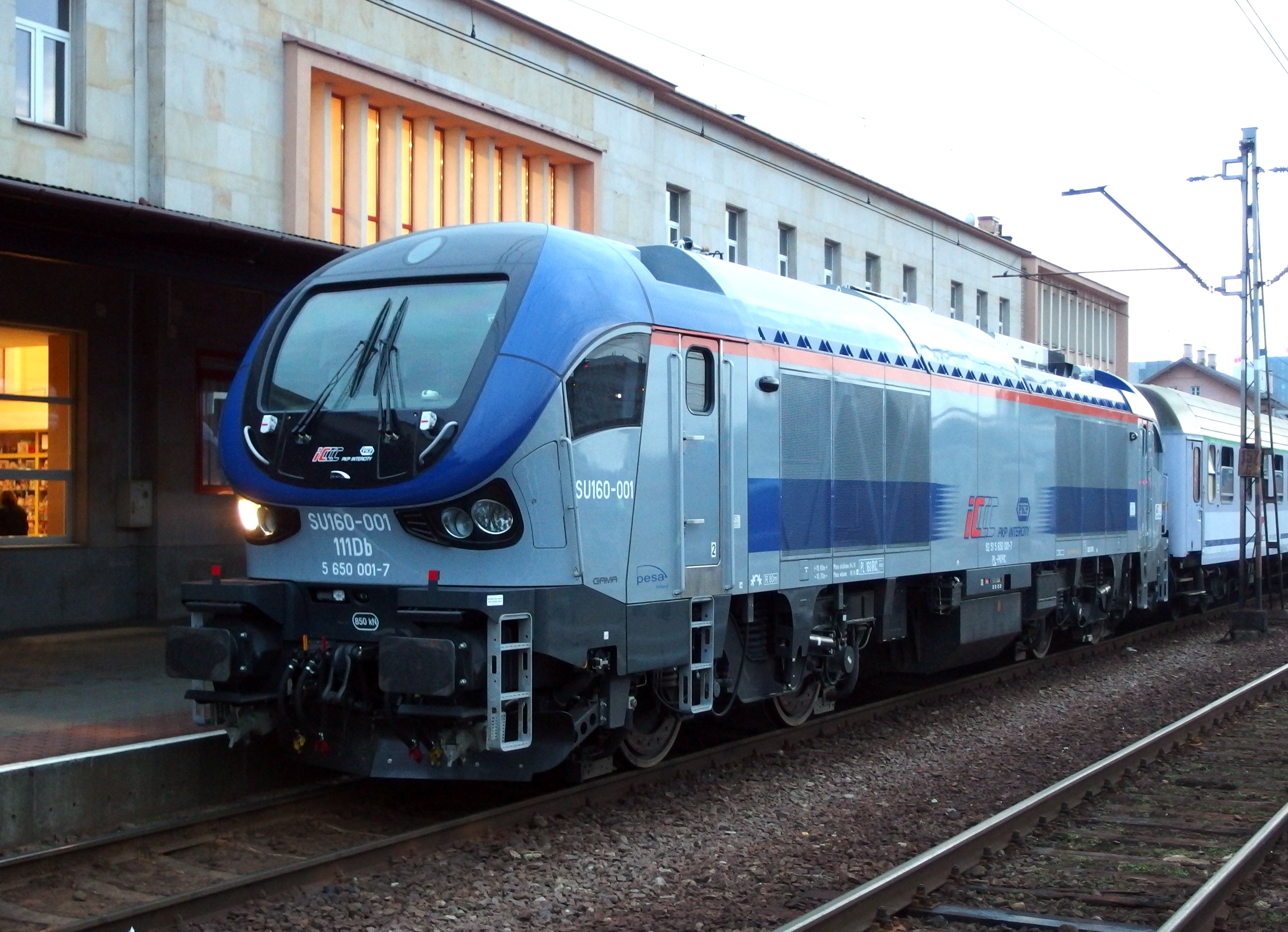
111Db Gama

#### Elektrotriebwagen

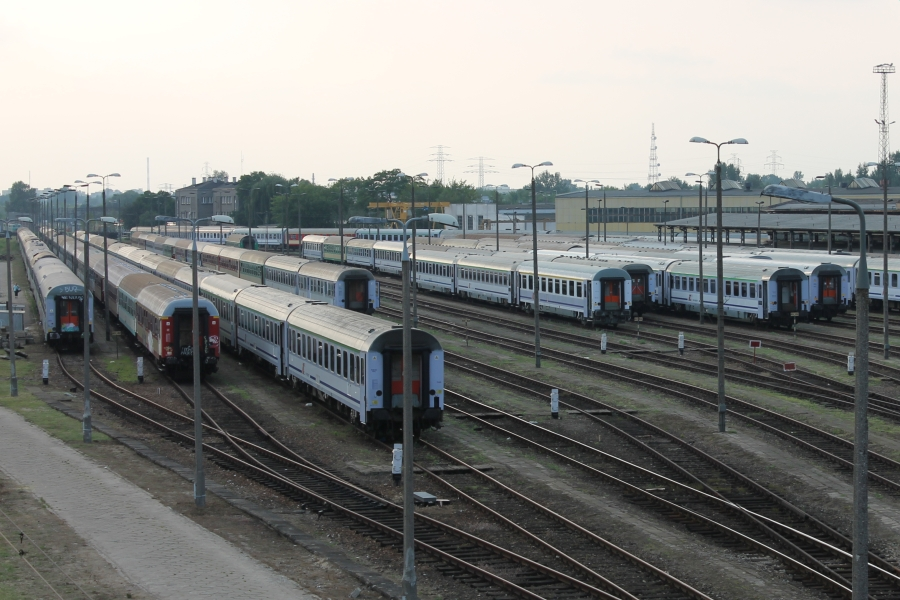
Wagenpark der PKP Intercity in Warszawa Grochów

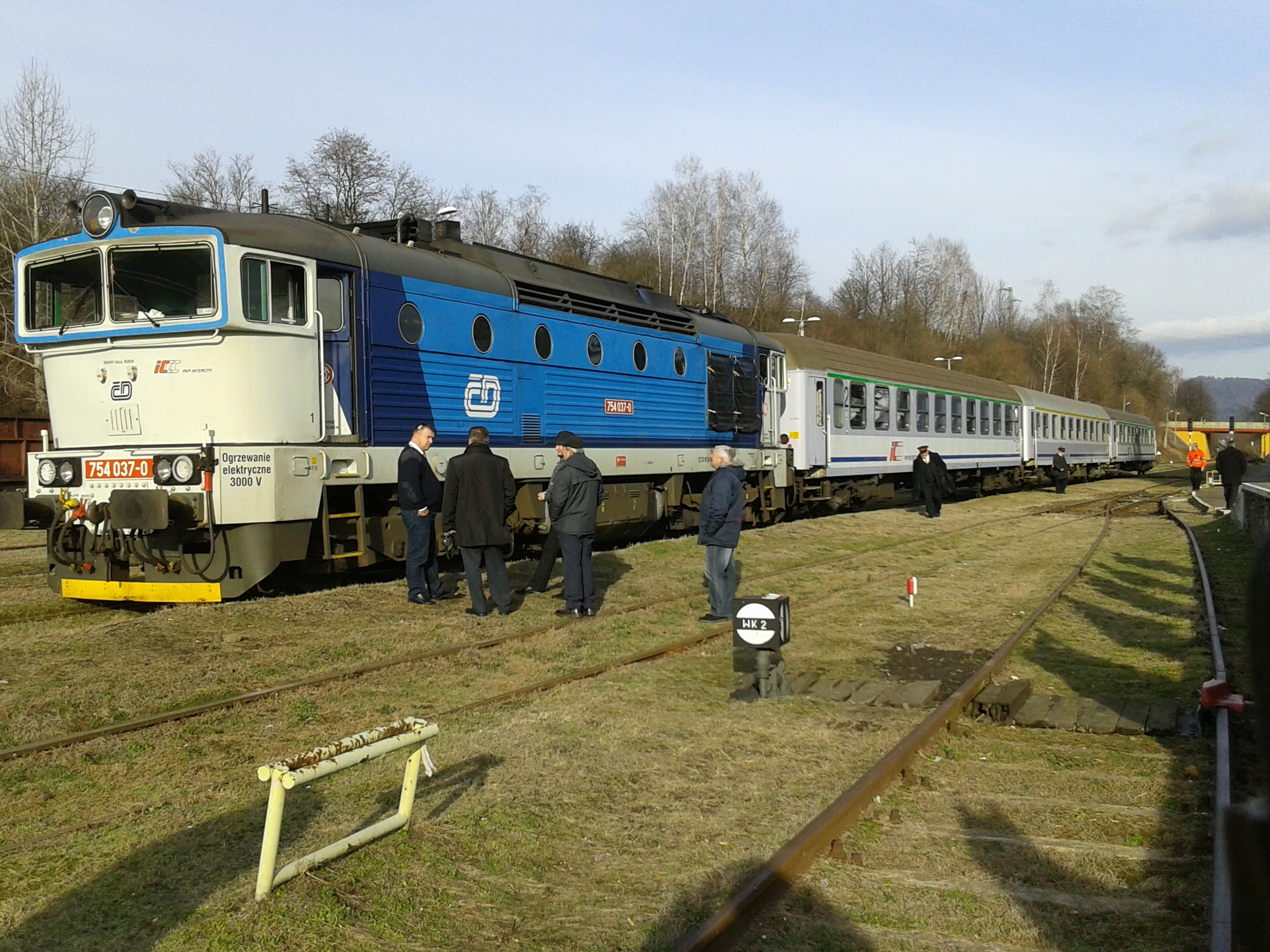
TLK Monciak in Zagórz (2014)

| Baureihe        | Anzahl | Anzahl der Wagenteile | Anzahl der Sitzplätze | Anzahl der Sitzplätze | Anzahl der Sitzplätze |      | Höchst- geschwindigkeit | Hersteller   | Beleg                       |
| Baureihe        | Anzahl | Anzahl der Wagenteile | 2. Kl.                | 1. Kl.                |                       |      | Höchst- geschwindigkeit | Hersteller   | Beleg                       |
| --------------- | ------ | --------------------- | --------------------- | --------------------- | --------------------- | ---- | ----------------------- | ------------ | --------------------------- |
| ED74 Bydgostia  | 14     | 4                     | 161+8                 | 33                    | 2                     | Nein | 160 km/h                | Pesa         | [ 74 ]                      |
| ED250 Pendolino | 20     | 7                     | 355                   | 45                    | 2                     | Ja   | 250 km/h                | Alstom       | [ 82 ] [ 83 ] [ 84 ] [ 85 ] |
| ED160 FLIRT 3   | 20     | 8                     | 294+6                 | 60                    | 2                     | Ja   | 160 km/h                | Stadler Rail | [ 69 ] [ 86 ]               |
| ED161 Dart      | 20     | 8                     | 292                   | 60                    | 2                     | Ja   | 160 km/h                | Pesa         | [ 70 ]                      |

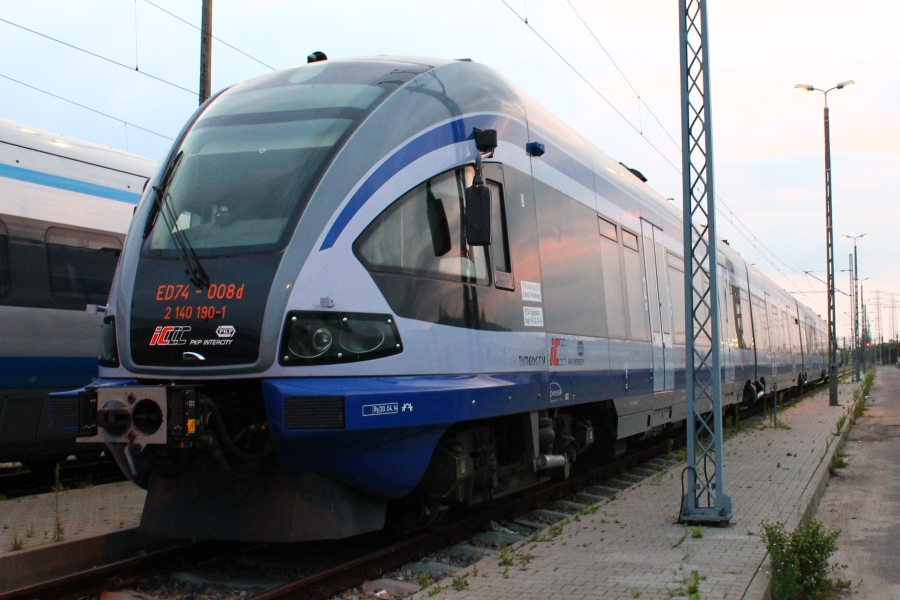
ED74 Bydgostia
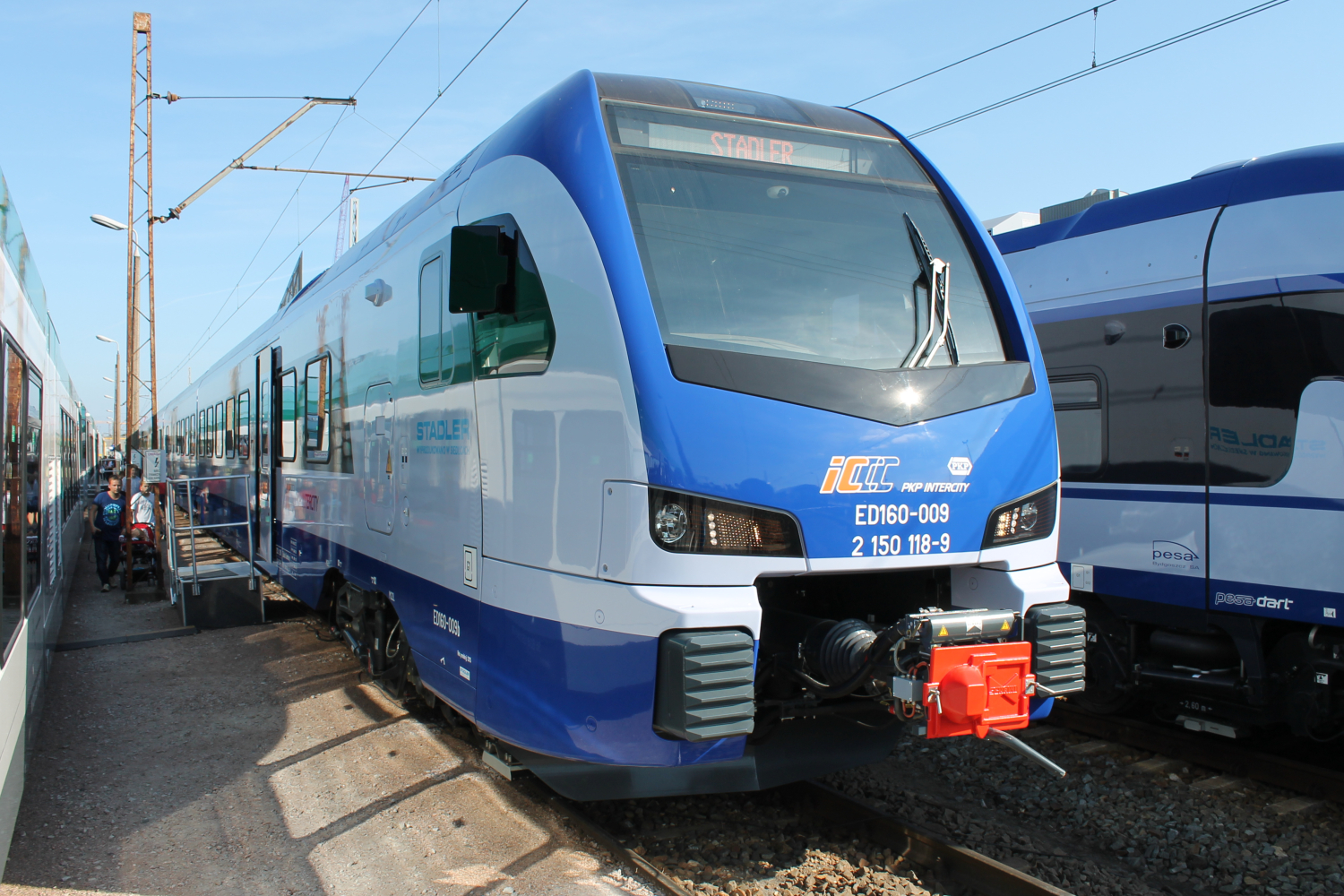
ED160 FLIRT 3
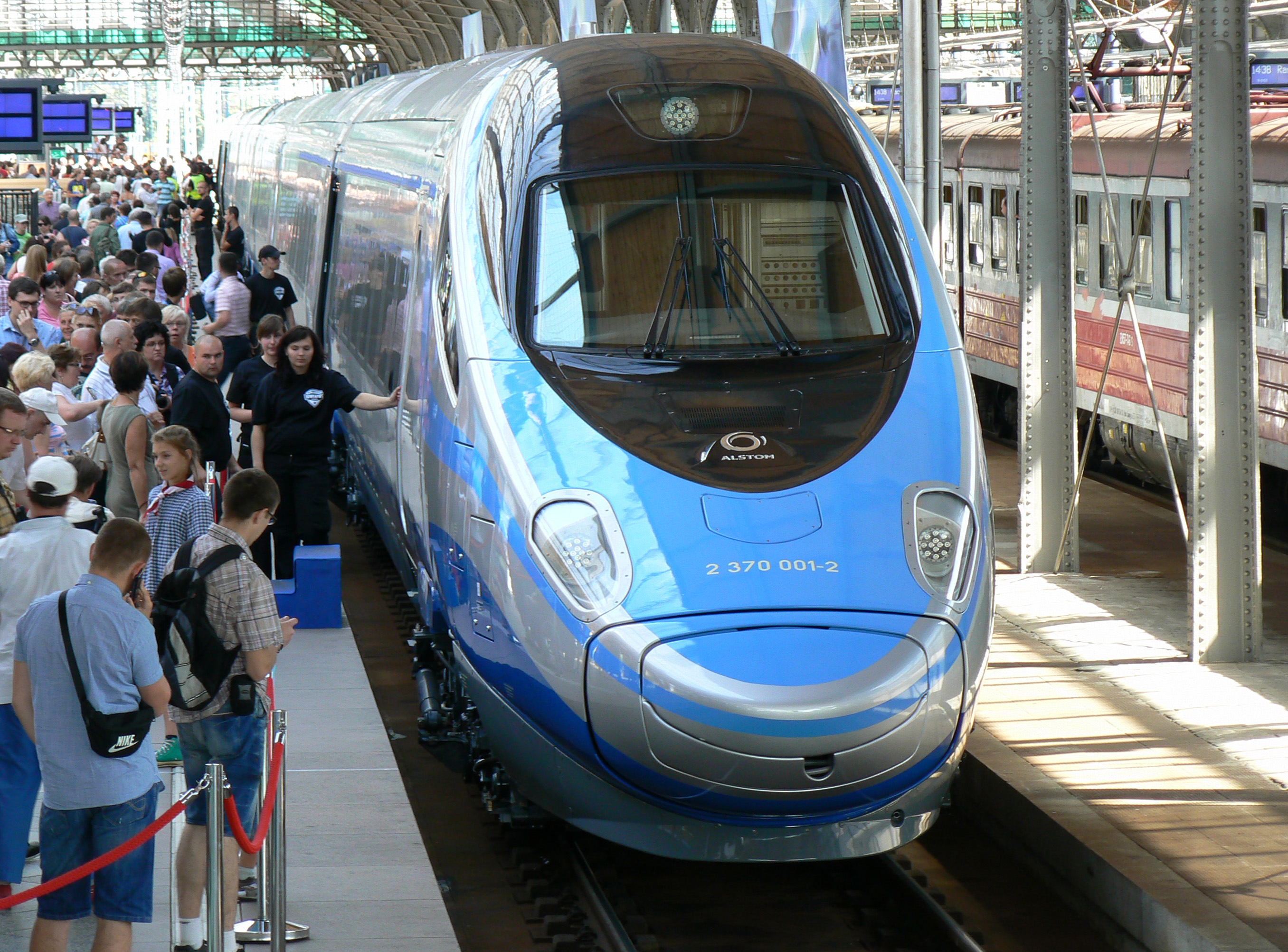
ED250 Pendolino
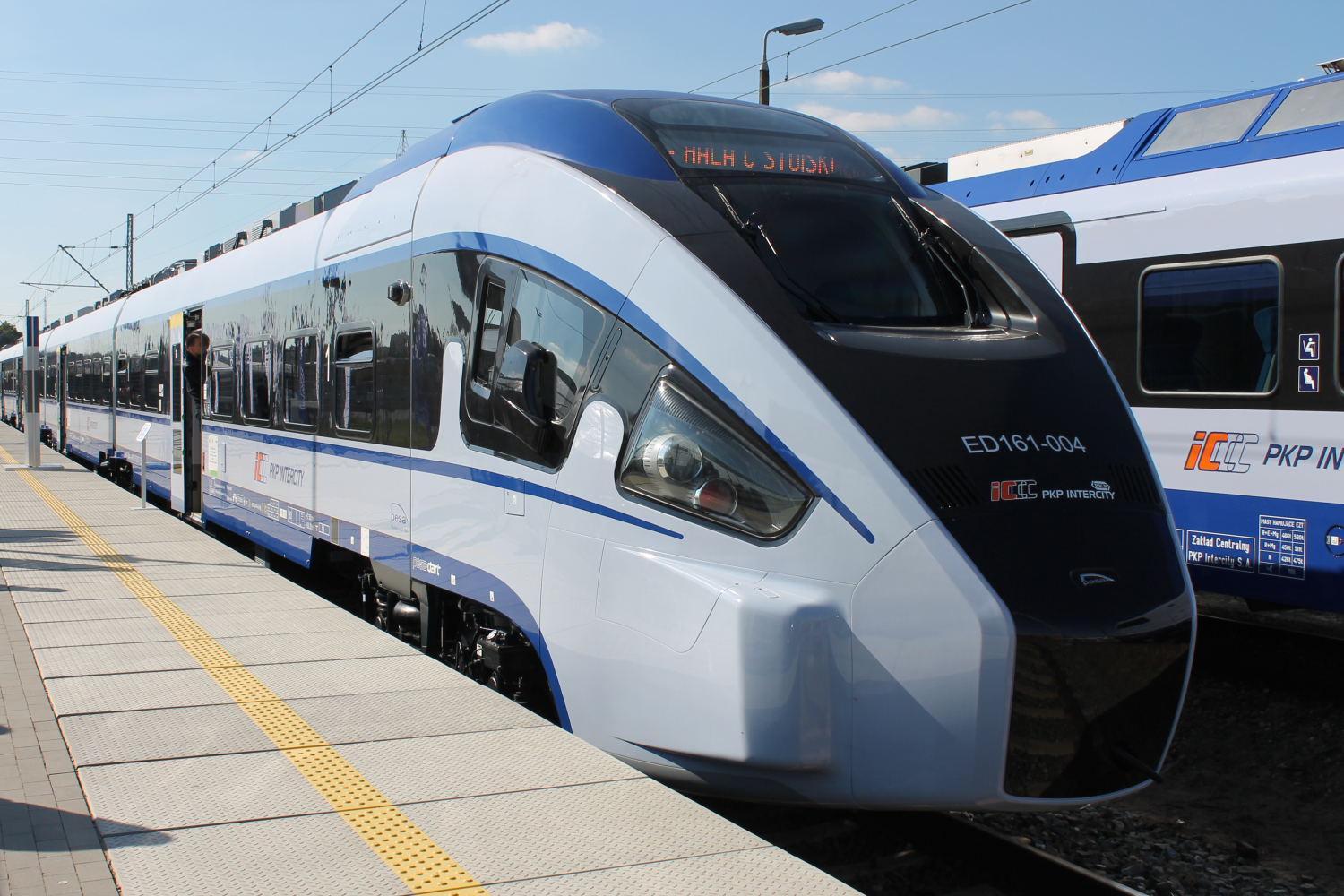
ED161 Dart

#### Reisezugwagen
Am 31. Dezember 2013 besaß das Unternehmen 2681 Reisezugwagen; 60,9 % waren 2. Klassewagen und 22,2 % 1. Klassewagen. 492 davon waren klimatisiert; 64,33 % ermöglichten eine Höchstgeschwindigkeit von 160 km/h und 5,95 % von 200 km/h. Das Durchschnittsalter betrug 28 Jahre. Im Juni 2014 war das Unternehmen im Besitz von 1500 einsatzfähigen Wagen, wovon 518 klimatisiert waren.

#### Leasing
Durch Zusammenarbeit kommen bei PKP Intercity in einigen Fällen Lokomotiven ausländischer Verkehrsunternehmen zum Einsatz.
Bei Engpässen kam es in der Vergangenheit zu Anmietungen von Elektro- und Diesellokomotiven.
Das Unternehmen testet ebenfalls neue Lokomotiven. In der Vergangenheit kam beispielsweise die Siemens Vectron (2012), oder die 111Ed Gama von Pesa zum Einsatz.

## Sonstiges

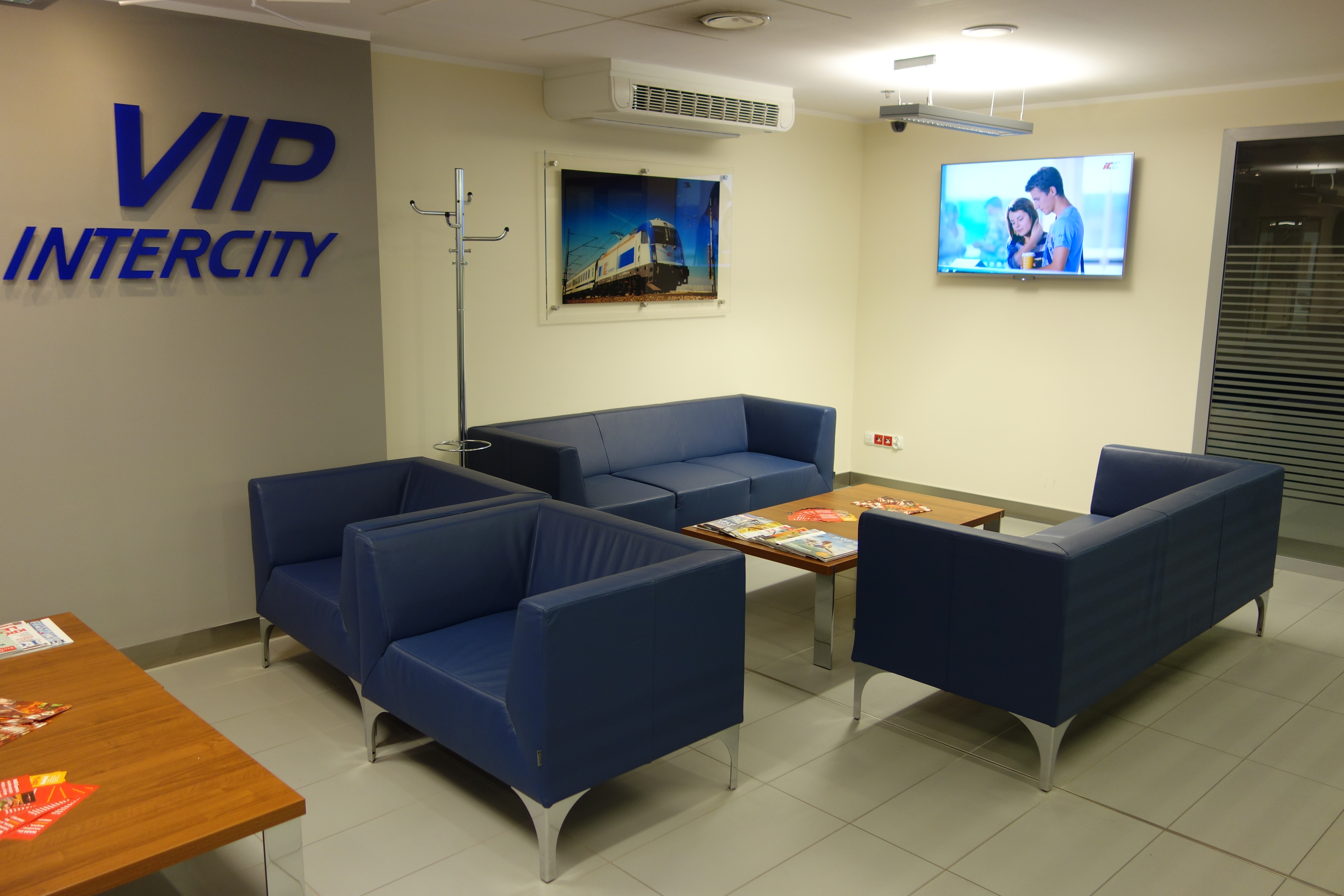
VIP-Warteraum im Bahnhof von Krakau

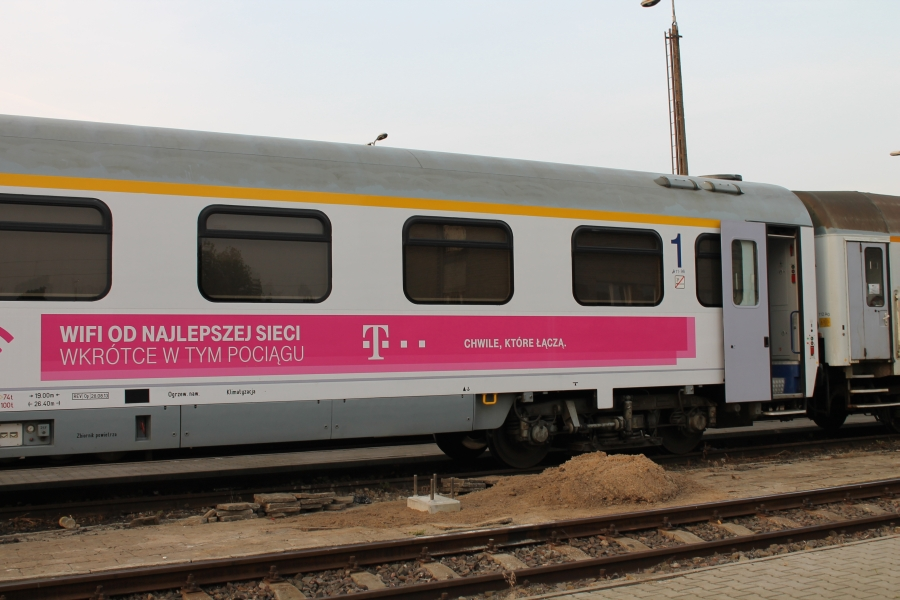
Reisezugwagen mit T-Mobile Polska-Werbung

2007 wurde die unternehmenseigene Zeitschrift W Podróży erstmals herausgegeben. Auch öffnete die erste VIP-Lounge im Bahnhof Warszawa Centralna, die später um Kraków Główny und Wrocław Główny ausgeweitet wurde. Ende 2014 entschloss man sich dieses Angebot nicht mehr weiterzuverfolgen.
2009 begann in Warszawa Centralna der Verkauf von Fahrkarten über Ticketautomaten.
Seit Anfang 2012 könne Passagiere über den Dienst InfoPasażer, Verspätungen und Sitzbelegung einzelner Züge verfolgen.
Im Januar 2014 wurde mit T-Mobile Polska ein Vertrag für die Einrichtung von Internet und einem multimedialen Angebot in einem Teil der Fahrzeugflotte unterzeichnet.
Vom 16. bis zum 20. November 2014 kam es wegen der Umstellung auf ein dynamisches System zu Ausfällen, was den Fahrkartenverkauf einschränkte. Ab Dezember 2014 können Tickets zudem mit Smartphone über das System Sky Cash erworben werden. Anfang 2015 wurde die Zusammenarbeit mit Google bekannt gegeben; seitdem erscheinen die Zugverbindungen auch über Google Maps. Im Februar 2015 wurde mit 37 Poststellen ein neuer Verkaufskanal über drei Monaten als Pilotprojekt getestet.

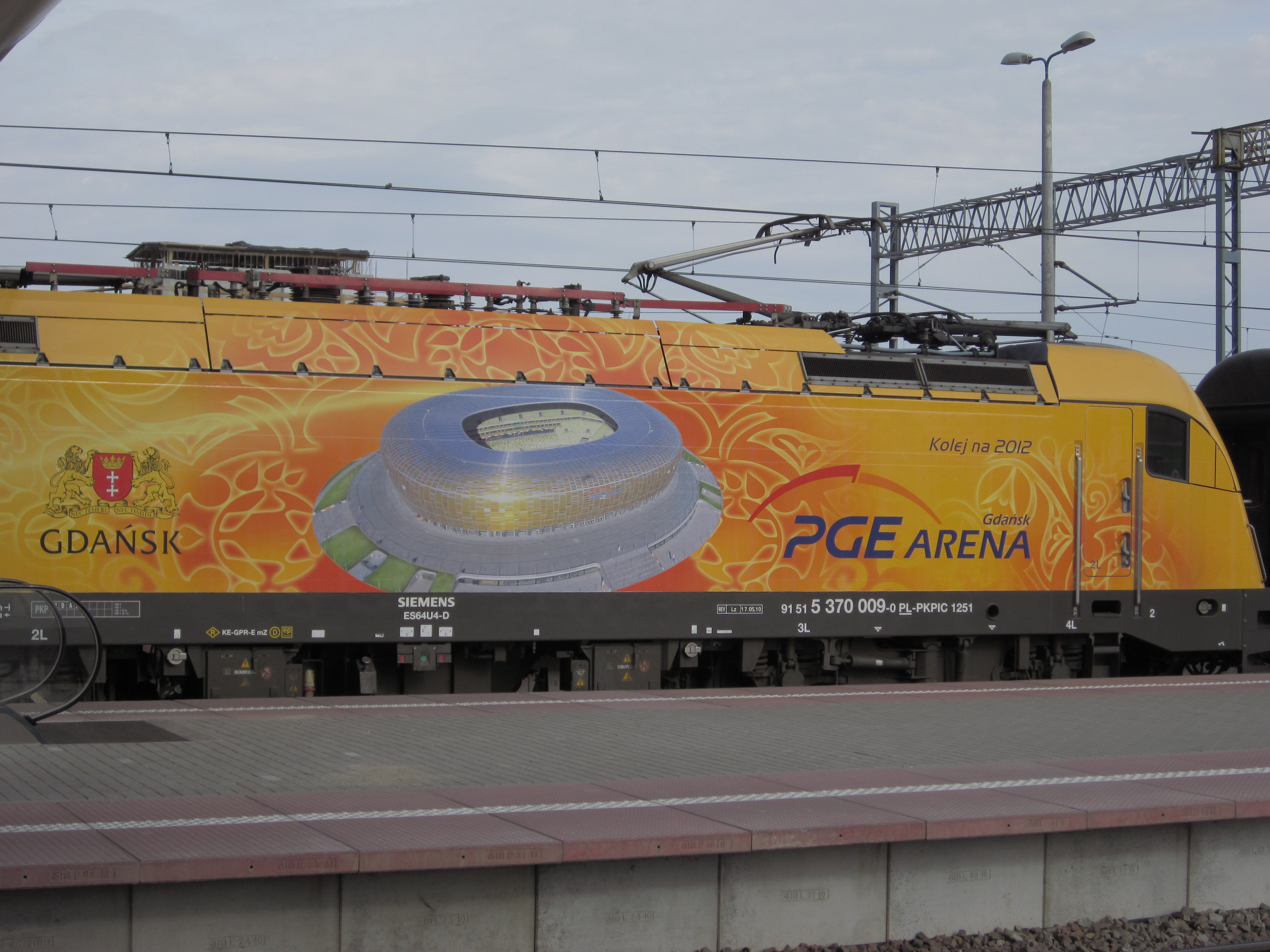
Siemens ES64U4 bewirbt den Austragungsort Danzig (poln. Gdańsk)

PKP IC schaltet Werbung über Fernsehen, Radio, Zeitung und Internet. Seit 2011 existiert ebenfalls ein offizielles Profil des Unternehmens auf Facebook.
Einige Lokomotiven werden des Weiteren zu Werbezwecken verwendet:
- Im Zuge der Fußball-Europameisterschaft 2012 beklebte PKP IC je zehn Lokomotiven der Baureihen Siemens ES64U4 und EP09 mit Folien der teilnehmenden Länder und der vier polnischen Austragungsorte.[107]
- Im Rahmen einer Zusammenarbeit mit dem Organisator des Open’er Festivals wurden im Juni 2013 zwei Siemens-ES64U4-Lokomotiven mit dem Logo der Veranstaltung versehen.[108]
- Zwischen Oktober 2013 und Januar 2014 beworb PKP Intercity an einer Lokomotive modernisiertes Wagenmaterial.[109]

Das Unternehmen ermöglichte mehrfach modernisiertes oder neues Wagenmaterial an großen Bahnhöfen zu besichtigen.
Im Mai 2015 gab der ehemalige Geschäftsführer der PKP-Gruppe Jakub Karnowski bekannt, dass man die Privatisierung von PKP Intercity bis 2017 oder 2018 anstrebe.

## Vorstandsvorsitzende
| Zeitraum                          | Geschäftsführer    |
| --------------------------------- | ------------------ |
| 2001 – Februar 2005               | Andrzej Żurkowski  |
| Februar 2005 – Juni 2006          | Jacek Prześluga    |
| Juni 2006 – 9. Januar 2009        | Czesław Warsewicz  |
| 9. Januar 2009 – 7. April 2010    | Krzysztof Celiński |
| 7. April 2010 – 2. Februar 2011   | Grzegorz Mędza     |
| 2. Februar 2011 – 23. März 2011   | Lucyna Krawczyk    |
| 23. März 2011 – 22. Januar 2014   | Janusz Malinowski  |
| 22. Januar 2014 – 16. Januar 2015 | Marcin Celejewski  |
| 16. Januar 2015 – 9. März 2016    | Jacek Leonkiewicz  |
| seit 10. März 2016                | Marek Chraniuk     |